# Liste der Monuments historiques in Erquinghem-le-Sec
Die Liste der Monuments historiques in Erquinghem-le-Sec führt die Monuments historiques in der französischen Gemeinde Erquinghem-le-Sec auf.

## Liste der Objekte
| Bezeichnung                             | Beschreibung                             | Standort               | Kennzeichnung | Schutzstatus | Datum | Bild |
| --------------------------------------- | ---------------------------------------- | ---------------------- | ------------- | ------------ | ----- | ---- |
| Skulptur Martyrium des heiligen Quintus | Holz, polychrom gefasst, 17. Jahrhundert | in der Kirche St-Vaast | PM59008544    | Inscrit      | 1973  |      |